# Бро (Альпы Верхнего Прованса)
Бро (фр. Braux, окс. Brau) — коммуна во Франции, находится в регионе Прованс — Альпы — Лазурный Берег. Департамент коммуны — Альпы Верхнего Прованса. Входит в состав кантона Анно. Округ коммуны — Кастелан.
Код INSEE коммуны — 04032.

## Население
Население коммуны на 2008 год составляло 131 человек.
| 1962 | 1968 | 1975 | 1982 | 1990 | 1999 | 2008 |
| ---- | ---- | ---- | ---- | ---- | ---- | ---- |
| 248  | 206  | 153  | 160  | 133  | 118  | 131  |

## Экономика
В 2007 году среди 62 человек в трудоспособном возрасте (15—64 лет) 44 были экономически активными, 18 — неактивными (показатель активности — 71,0 %, в 1999 году было 65,2 %). Из 44 активных работали 39 человек (19 мужчин и 20 женщин), безработных было 5 (3 мужчин и 2 женщины). Среди 18 неактивных 1 человек был учеником или студентом, 10 — пенсионерами, 7 были неактивными по другим причинам.

## Достопримечательности
- Церковь Сен-Мартен (1834 год)
- Часовни: Сен-Маделен, Нотр-Дам-дю-Сер
- Мост Ге